# Chelonus lunatus
Chelonus lunatus är en stekelart som beskrevs av Samuel Stehman Haldeman 1849. Chelonus lunatus ingår i släktet Chelonus och familjen bracksteklar. Inga underarter finns listade i Catalogue of Life.